# Station Trzebinia Siersza Wodna
Station Trzebinia Siersza Wodna is een spoorwegstation in de Poolse plaats Trzebinia.